# Rasmus Mohr Ernst
Rasmus Mohr Ernst (født 17. oktober 1997 i Agedrup) er en dansk atletikudøver, der repræsenterer Odense Atletik/OGF som sprinter. Rasmus Ernst kom til klubben i sommeren 2012 inspireret af OL, som foregik samme sommer i London. Han har to gange været på landsholdet, men har siden 2015 døjet med en række skader.

## Personlige rekorder
- 100 meter: 10,64
- 200 meter: 21,28w
- 400 meter: 50,73